# 云集镇 (重庆市)
云集镇，是中华人民共和国重庆市长寿区下辖的一个乡镇级行政单位。

## 行政区划
云集镇下辖以下地区：
华中村、玉龙村、雷祖村、飞龙村、万寿村、福胜村、大胜村、玛瑙村、青丰村、大同村和尖锋村。